# Tore-hol
A Tore-hol, azaz Tore-tó (oroszul Торе-Холь [Tore-hol], néha azonban Тере-Холь [Tyere hol], mongolul Гун нуур [Gun núr]) lefolyástalan édesvizű tó Belső-Ázsiában, Oroszország és Mongólia határán.

## Földrajz
A tó az UNESCO egyik világörökségi helyszínének számító Uvsz-tó-medence keleti felében fekszik. Nagyobbik, északkeleti része az oroszországi Tuvához tartozik, délnyugati része átnyúlik Mongólia Uvsz megyéjébe. A legközelebbi település a tótól 15–20 km-re északra fekvő Erzin. (Tuva másik azonos vagy igen hasonló nevű állóvize, a Tere-hol az országrész délkeleti határa mellett található.)
A tó területe 42 km², ebből 35 km² található Oroszországban és 7 km² Mongóliában. Partja lapos, homokos, a tuvai oldal délnyugati részén a homok magas dűnéket alkot. A térség éghajlata szélsőségesen kontinentális, száraz, csapadékban szegény.
A Tuva állóvizeinek megismerésére 2004-ben szervezett expedíció a Tore-hol mélyén feltörő édesvizű forrásokat fedezett fel. Ezek a források biztosítják a tó viszonylag állandó vízszintjét és édesvízének utánpótlását. A tó megőrizte vizének eredeti tisztaságát, félreeső fekvésének köszönhetően sokféle víziszárnyasnak nyújt menedéket.

## Külső hivatkozások
- Új felfedezések Tuva növényvilágában[halott link] PDF (oroszul)